# 大野木秀次郎
大野木 秀次郎（おおのぎ ひでじろう、1895年11月25日 - 1966年3月4日）は、日本の政治家。

## 来歴
京都府宇治郡山科村（現京都府京都市山科区）生まれ。大野木繁太郎の次男。清和中学校（現立命館高等学校）を経て、立命館大学経済科中退。
洛東織物工場社長を経て、1946年貴族院多額納税者議員に当選。翌1947年には第1回参議院議員通常選挙京都府選挙区に日本自由党より出馬し当選。以後通算当選4回。在任中は、サンフランシスコ講和条約の首席全権代理、参議院自由党議員会長、自民党京都府議連初代会長（連続4期）などを務めた他、第3次吉田内閣第3次改造内閣および第5次吉田内閣で国務大臣を務めるなど国政の要職を歴任した。
実業界では京都商工クラブ会長、大野木製作所社長、洛東産業社長、和信産業社長を務めた他、寺社関係において鞍馬寺、知恩院、泉涌寺、妙心寺の総代として活躍。また、母校の立命館大学や、京都薬科大学で理事職にあったほか、京都外国語大学では理事長を務めるなど教育界においても幅広い活躍をみせた。
1966年3月4日、京都市上京区の京都府立医科大学附属病院で現職のまま死去、66歳。死没日をもって勲一等瑞宝章追贈、従三位に叙されるに叙される。
大野木が1936年にに京都市山科区に建てた自宅は、現在「京都洛東迎賓館」となっている。